# Shammond Williams
Pour les articles homonymes, voir Williams.
Shammond Omar Williams, né le 5 avril 1975 à Bronx dans l'État de New York, est un ancien joueur américano-géorgien de basket-ball. Il évoluait au poste de meneur.